# Renaldo Cephas
Renaldo Showayne Cephas (ur. 18 grudnia 1999 w Kingston) – jamajski piłkarz występujący na pozycji skrzydłowego, reprezentant Jamajki, od 2023 roku zawodnik tureckiego Ankaragücü.